# Mihailo Čanak
Mihailo Čanak (v srbské cyrilici Михаило Чанак; 2. června 1932 Bělehrad, Království Jugoslávie – 1. prosince 2014 Bělehrad, Srbsko) byl srbský architekt. Zabýval se územním plánováním a obytnou výstavbou. Vystudoval Fakultu architektury Univerzity v Bělehradě.
Již jako student fakulty zformoval skupinu "Beogradskih 5", která předkládala do různých architektonických soutěží své návrhy a poměrně úspěšně se jí dařilo.
Mezi jeho projekty patří řada obytných staveb, které v polovině 20. století v tehdejší Jugoslávii díky rychlé urbanizaci vznikaly. Jedná se například o Blok 21 a Blok 29 v Novém Bělehradu; obytné domy na sídlištích Liman 1 a 2, sídliště Slatina v Tuzle, nebo sídliště Kijevo-Knjaževac v Bělehradě.
V letech 1983-1986 se Čanak věnoval pedagogické a výzkumné práci.